# Micropholis madeirensis
Espèce
Statut de conservation UICN

 NT : Quasi menacé
Classification phylogénétique
Micropholis madeirensis est une espèce de plantes à fleurs de la famille des Sapotaceae. C'est un arbre originaire d'Amazonie.

## Description
C'est un arbre.

## Répartition
L'espèce est endémique aux forêts de la plaine amazonienne de la région de Loreto au Pérou, ainsi que l'état d'Amazonas, au Brésil.